# Zespół Shprintzena-Goldberg
Zespół Shprintzena-Goldberg (ang. Shprintzen-Goldberg craniosynostosis syndrome) – uwarunkowany genetycznie zespół wad wrodzonych. Na obraz zespołu składają się marfanoidalny wygląd, kraniosynostoza, opóźnienie umysłowe, niekiedy poszerzenie łuku aorty i wypadanie płatka zastawki mitralnej. Przynajmniej w części przypadków spowodowany jest mutacjami w genie kodującym fibrylinę, należy więc do grupy fibrylinopatii i jest schorzeniem allelicznym dla zespołu Marfana. Pierwszy przypadek zespołu został opisany w 1982 roku przez Roberta F. Shprintzena i Rosalie B. Goldberg.